# John Grunsfeld
John Mace Grunsfeld est un astronaute américain né le 10 octobre 1958.

## Biographie
En septembre 2003, il devient scientifique en chef de la NASA, poste qu'il occupe jusqu'en 2004.

## Vols réalisés
Il a cinq vols de navette à son actif et a participé à la dernière mission d'entretien du télescope spatial Hubble (STS-125) le 11 mai 2009.
- STS-67 (2 mars 1995) : observations astronomiques avec l'instrument Astro-2
- STS-81 (12 janvier 1997) : septième mission du programme russo-américain Shuttle-Mir
- STS-103 (20 décembre 1999) : mission d'entretien du télescope spatial Hubble
- STS-109 (1er mars 2002) : mission d'entretien du télescope spatial Hubble
- STS-125 (11 mai 2009) : dernière mission d'entretien du télescope spatial Hubble

## Insolite
Durant la mission Discovery STS-103 de Noël 1999 (réparation de Hubble), il avait emporté un drapeau de la planète Mars.